# علم أحياء توافقي

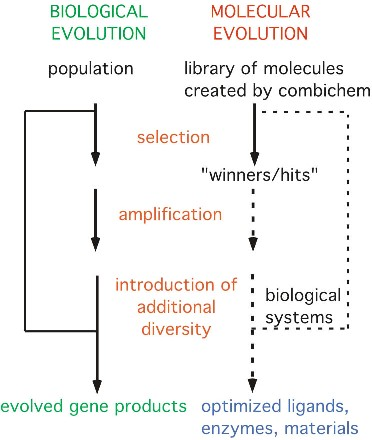
مقارنة بين عمليات الانتخاب الطبيعي والصناعي لتكوين الببتيد.

في مجال التقنية الحيوية يشير علم الأحياء التوافقي (combinatorial biology) إلى تكوين عدد هائل من المركبات (بروتينات أو ببتيدات عادة) عن طريق تقنيات مثل استعراض العاثية. ويشبه هذا المجال الكيمياء التوافقية حيث تنتج المركبات عن طريق التخليق الحيوي بدلاً من الكيمياء العضوية. وتطورت هذه العملية في ثمانينيات القرن العشرين بفضل اثنين فقط هما ريتشارد أي هوغتين (Richard A. Houghten) وماريو جيسون (H. Mario Geysen). ويتيح علم الأحياء التوافقي نشوء وانتخاب عدد هائل من اللجائن لعمل الفرز فائق الإنتاجية.
ويتولد هذا العدد الهائل من الببتيدات ويفرز بالربط المادي للجين عن طريق ترميز البروتين ونسخة من هذا البروتين. وهذا قد يشمل دمج البروتين بـ M13 للبروتين الصغير المغلف pIII، مع إبقاء ترميز الجين لهذا البروتين ضمن جسيم العاثية. ويمكن فرز التجمعات الكبيرة للعاثيات التي يوجد على سطحها بروتينات مختلفة بعد ذلك عن طريق اختيار تلقائي وتضخيم للبروتين الذي يرتبط جيدًا بهدف خاص.

## وصلات خارجية
- Combinatorial Biology Argonne National Laboratory: Biosciences Division